# Железопътна стрелка
Железопътната стрелка е механично устройство, което служи за свързване\разклоняване на два или повече от два коловоза, без прекъсване на движението. В зависимост от устройството, стрелките се делят на единични, двойни и кръстовидни (английски). Стрелките са ръчни, когато се местят от стрелочник, или механични чиито подвижни елементи биват контролно задвижвани дистанционно от метри/километри разстояние с помощта на електричество и стоманени зъбни колела, като чрез светодиоди\(не)мигащи светлинни точки на табло/екран бива показано моментното положение на подвижните им части.

## Видове стрелки

### Единична стрелка
В зависимост от посоката на отклонение спрямо правия коловоз единичните стрелки са леви и десни. От друга страна се делят на прави и дъгови. Дъговите единични стрелки от своя страна са симетрични и несиметрични, като несиметричните се делят на едностранни и двустанни.

### Двойна стрелка
Двойните стрелки са симетрични и несиметрични, а несиметричните двойни стрелки се разделят на едностранни и двустранни. Едностанните несиметрични биват: ляво-леви и дясно-десни, а двустранните – ляво-десни и дясно-леви. Кръстовидните стрелки са едностранни и двустранни.

### Обикновена стрелка
Обикновената стрелка се състои от следните основни части:
- езикова част – състояща се от 2 езика, 2 раменни релси и обръщателен апарат (той може да бъде ръчен или автоматичен, като е светлосин сигналния диск при автоматичния стрелкови обръщателен апарат).
- междинна част – състои се от 4 междинни релси.
- кръстовина – сърце, 2 рогови, 2 контрарелси и 4 прави релси.
- траверсова скара.

## Раменни релси
Раменните релси са външните релси на стрелката. Те са неподвижни и са изработени от обикновени релси. В зоната на началото на езиците раменните релси са специално обработени така, че да се даде възможност върховете на езиците да влизат под главите на релсите, с което се избягва изтъняването им.